# Popowia gracilis
Popowia gracilis är en kirimojaväxtart som beskrevs av Suzanne Ast. Popowia gracilis ingår i släktet Popowia och familjen kirimojaväxter. Inga underarter finns listade i Catalogue of Life.